# Hidrogen pastós
L'hidrogen pastós és una combinació d'hidrogen líquid i hidrogen sòlid al punt triple amb una temperatura inferior i densitat més elevada que l'hidrogen líquid. Es forma fent baixar la temperatura de l'hidrogen líquid fins a gairebé el punt de fusió (14,01 K o −259,14 °C) que incrementa la densitat en un 16-20% en comparació amb l'hidrogen líquid. S'ha proposat com a propergol en lloc de l'hidrogen líquid per millorar-ne l'emmagatzematge i reduir el pes sec del vehicle.
- Densitat de combustible 0,085 g/cm³
- Punt de fusió −259 °C
- Punt d'ebullició −259 °C